# Julian Rummel
Julian Eugeniusz Rummel (ur. 29 września 1878 w Lipawie, zm. 22 kwietnia 1954 w Gdyni) – inżynier budowy okrętów, współtwórca idei Gdyni, inicjator wielu pionierskich przedsięwzięć związanych z morzem, wolnomularz.

## W Rosji
Syn Władysława i Walerii z Narolskich. Urodził się w Lipawie (dzisiejsza Liepaja na Łotwie), gdzie ojciec, inżynier uczestniczył w budowach lokalnego portu. W 1888 r. zaczął uczęszczać do gimnazjum klasycznego w Rewlu, w 1892 r. został wysłany do Szkoły Komercyjnej w Petersburgu (prowadzonej na zasadach angielskiego college'u). Studia inżynierskie skończył w Wyższej Szkole Technicznej Glasgow (Szkocja), po czym podjął pracę w rosyjskim syndykacie hutniczym „Prodamiet”.
Ożeniony z Olgą de Morandi, Rosjanką pochodzenia włoskiego. Małżeństwo miało dwoje dzieci: Lidię (1905–1936), zamężną z baronem Franciszkiem Ksawerym Taubem (1890–1964) i Aleksandra (1908–1993), inżyniera, konstruktora samochodów. W roku 1906 został członkiem Państwowej Rady Żeglugi w Petersburgu. Pracował jako sekretarz sekcji morskiej w Rosyjskim Cesarskim Towarzystwie Technicznym – instytucie odpowiedzialnym za opiniowanie wynalazków. Był jednym z założycieli Rosyjsko-Włoskiej Izby Handlowej, działał w Towarzystwie Dnieprowskim oraz w wielu innych organizacjach społecznych związanych z działalnością gospodarczą i morską.
Na naradzie ekonomicznej zwołanej w lipcu 1918 r. przez przedstawicielstwo polskie w Petersburgu, w celu ustalenia programu odradzającej się właśnie po I wojnie światowej ojczyzny, Julian Rummel wygłosił referat pt. Polska a wyjście do morza. W tym samym roku wyruszył z żoną i dziećmi do kraju, do którego dotarł ostatecznie dwa lata później.

## Budowniczy Gdyni
Pierwszy raz pojechał nad Zatokę Gdańską dzięki zaproszeniu Związku Towarzystwa Transportowego „Polbal” z Gdańska. Niedługo potem sprowadził rodzinę i zamieszkał w Sopocie. Gdy pod koniec 1921 r. przeniesiony został do warszawskiego zarządu spółki, rozwinął działalność na rzecz budowy portu w Gdyni.

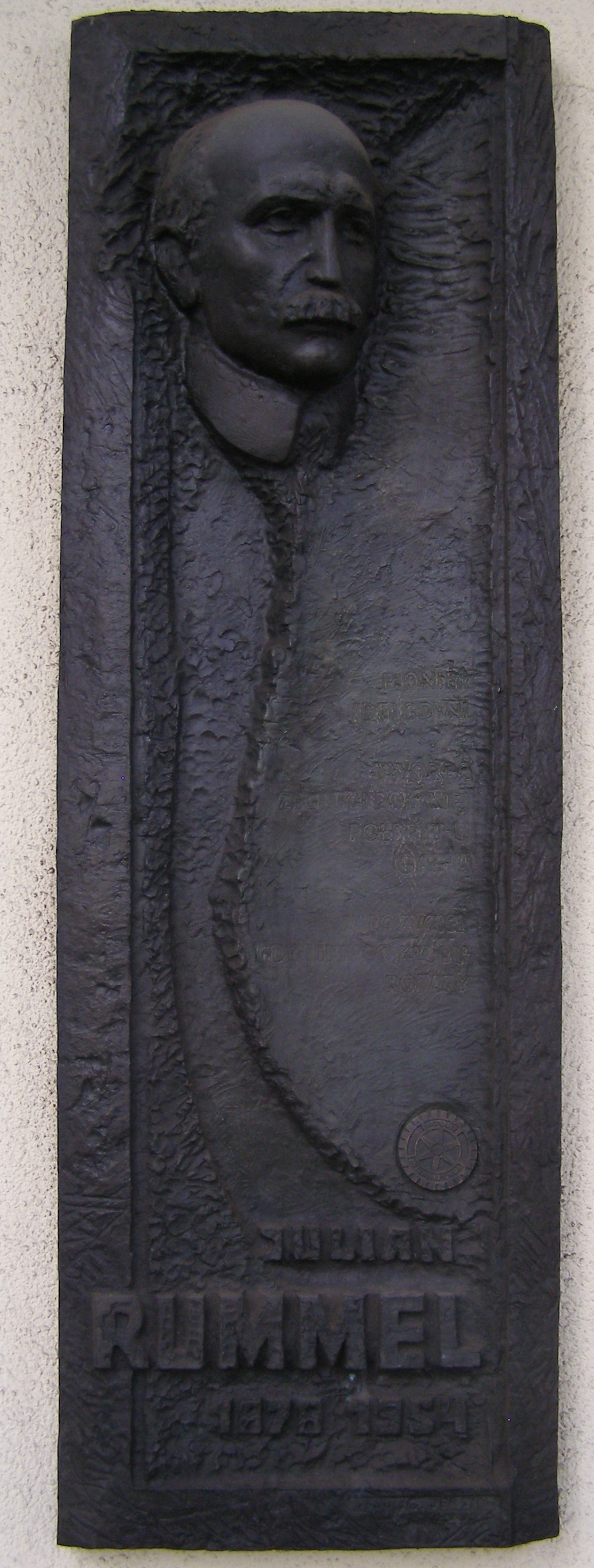
Gdynia Dowodztwo MW tablica Julian Rummel, autor Giennadij Jerszow 2004 rok.

W 1921 r. został mianowany dyrektorem warszawskiego biura Liga Morskiej i Rzecznej. Stanowisko to umożliwiło mu nagłaśnianie sprawy kluczowego znaczenia własnego portu, floty handlowej i marynarki wojennej w przyszłej gospodarce Polski. W 1923 r. wydał książkę pt. Port w Gdyni, przetłumaczoną także na język francuski, która również wpłynęła na decyzję o rozpoczęciu budowy portu. Od 1924 r. współtworzył w tym samym celu Konsorcjum Francusko-Polskie. W okresie spowolnienia prac (1926) wywierał naciski na nowo obranego ministra przemysłu i handlu, Eugeniusza Kwiatkowskiego, aby zainterweniował w tej sprawie osobiście. Sam Rummel został powołany do organizacji polskiej floty handlowej i mianowany dyrektorem Żeglugi Polskiej. Jego działalność na tym stanowisku położyła podstawy pod dalszy rozwój całego sektora gospodarki.
W 1928 r. wybrany członkiem magistratu Gdyni, przez półtora miesiąca pełnił nawet obowiązki burmistrza. Również w 1928 r. założył Polsko-Brytyjskie Towarzystwo Okrętowe „Polbryt”, a w 1930 r. wykupił linię przez Ocean Atlantycki w ramach spółki Gdynia-Ameryka Linie Żeglugowe (GAL). Otrzymał za to order Polonia Restituta. Następnie powołał do życia polską spółkę maklerską w formie Polskiej Agencji Morskiej. Gdy 25 maja 1929 r. z inicjatywy Kwiatkowskiego powstał Związek Armatorów Polskich, został wybrany jego prezesem.
Z pozostałych pełnionych przez niego godności można wymienić stanowisko kierownika Legionu Żeglugi Polskiej, radcy i prezesa Komisji Morskiej Gdyńskiej Izby Przemysłowo-Handlowej, przewodniczącego Rad Opiekuńczych Liceum Handlowego i Gimnazjum Kupieckiego, wiceprezesa Towarzystwa Szkół Zawodowych, prezesa Gdyńskiego Związku Propagandy Turystycznej, pierwszego prezesa zarządu YMCA. Był jednym ze współorganizatorów Yacht Klubu Polskiego.
Po odejściu ministra Eugeniusza Kwiatkowskiego w 1932 r., Juliana Rummla odwołano ze stanowiska. Jego ostatnią zasługą była organizacja obchodów pierwszego Święta Morza, pomysłu gdyńskiego radnego Andrzeja Wachowiaka.
W 1937 r. Związek Maklerów Polskich obrał go swoim prezesem, był też wiceprezesem Instytutu Bałtyckiego, członkiem rad nadzorczych Stoczni Gdyńskiej oraz Towarzystwa Reasekuracji Morskich. Inicjator powstania gdyńskiego Klubu Rotary i jego prezes. W 1938 r. rząd Grecji poprosił go o przyjęcie godności Konsula Generalnego Grecji w Gdyni.

## Wojna i po wojnie

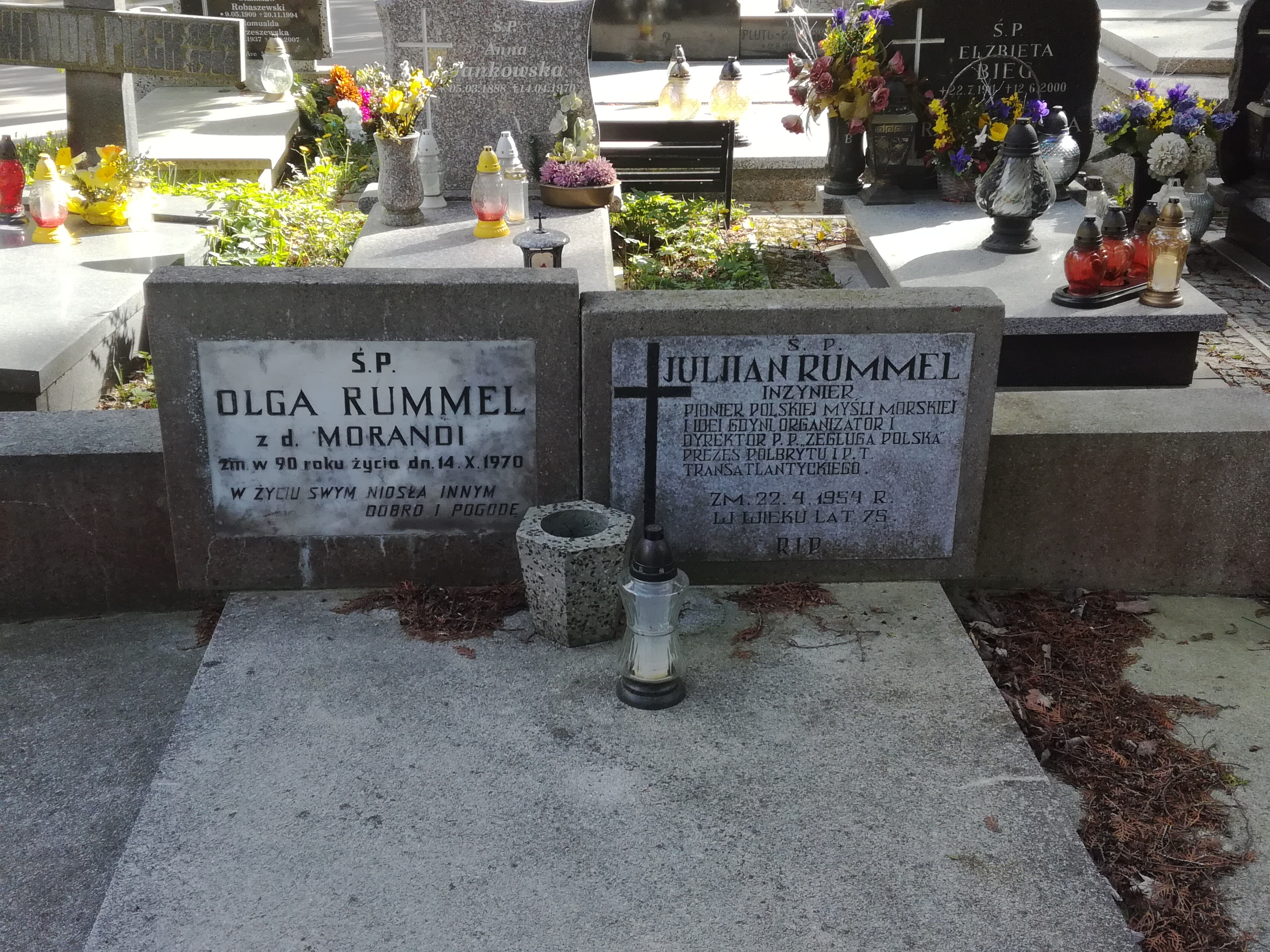
Grób Juliana Rummla na cmentarzu Witomińskim

II wojnę światową przeżył w Grecji, organizując pomoc uchodźcom polskim, m.in. w ramach Międzynarodowego Czerwonego Krzyża. W 1946 r. wrócił do kraju, gdzie został doradcą ministra żeglugi. Po zmianie ustroju odwołany, do śmierci zajmował się sprawami naukowymi. Został pochowany na cmentarzu Witomińskim w Gdyni (kwatera 61-13-2).

## Ordery i odznaczenia
- Krzyż Oficerski Orderu Odrodzenia Polski (10 listopada 1928)[5]
- Krzyż Kawalerski Orderu Odrodzenia Polski
- Złoty Krzyż Zasługi (30 kwietnia 1937)[6]
- Order Leopolda II (Belgia)

## Upamiętnienie
- W 1980 wydano pośmiertnie jego wybór wspomnień pt. Narodziny żeglugi.
- W 50. rocznicę śmierci, na gmachu dowództwa Marynarki Wojennej przy ul. Waszyngtona (zbudowany przez Rummla, była siedziba Żeglugi Polskiej) odsłonięto tablicę pamiątkową z jego wizerunkiem wykonaną przez Gennadija Jerszowa[7].